# Charles d'Aquitaine
Charles d’Aquitaine (né en 825 ou en 830, mort le 4 juin 863) est un Carolingien, un moment prétendant au titre de roi d’Aquitaine, puis nommé archevêque de Mayence en 856.

## Biographie
Charles est le second fils de Pépin Ier d'Aquitaine et son épouse Ringarde. Il vit à la cour de son oncle Lothaire Ier jusqu'en 848, quand, entendant parler de la déposition de son frère Pépin II d'Aquitaine, il se met en mars 849 à réclamer le royaume d'Aquitaine. Il est capturé sur la Loire par Vivien, comte de Touraine, abbé laïc de l'abbaye Saint-Martin de Tours et envoyé à Charles II le Chauve. Il est confié au monastère de Corbie comme moine ou diacre.
Il s'échappe en 854 pour recruter une armée afin de soutenir son frère. Il connaît cependant peu de succès. Cette année-là, il est blessé grièvement en attaquant, par jeu, ses amis dans le noir : une épée lui traverse le crâne de la tempe gauche à la mâchoire droite. Il en reste épileptique. Il se réfugie à la cour de Louis II de Germanie, qui le fait archevêque de Mayence et archichancelier le 8 mars 856. Il meurt le 4 juin de l'année 863.
Il a été enterré à l’abbaye Saint-Alban devant Mayence.